# Monomorium atomum
Monomorium atomum är en myrart som beskrevs av Auguste-Henri Forel 1902. Monomorium atomum ingår i släktet Monomorium och familjen myror.

## Underarter
Arten delas in i följande underarter:
- M. a. aharonii
- M. a. atomum
- M. a. cooperi
- M. a. integrium
- M. a. procax